# Graphe biparti de Kneser
Ne doit pas être confondu avec Graphe de Kneser.
En théorie des graphes, une branche des mathématiques, les graphes bipartis de Kneser {\displaystyle H_{n,k}} forment une famille de graphes non orientés définie comme suit :
Soient E un ensemble à n éléments et k un entier inférieur à n. Les sommets du graphe {\displaystyle H_{n,k}} représentent les sous-ensembles de E à k éléments ou à n − k éléments. Deux sommets sont reliés par une arête lorsque l'un des sous-ensembles qu'ils représentent est inclus dans l'autre.

## Exemples
Le graphe biparti de Kneser H5,2 est le graphe de Desargues (figure).
Les graphes bipartis de Kneser Hn,1 sont les graphes couronnes.

## Propriétés
Le graphe biparti de Kneser a {\displaystyle 2C_{k}^{n}} sommets. Il est régulier de degré {\displaystyle C_{k}^{n-k}}.
Comme le Graphe de Kneser, il est sommet-transitif.
Le graphe biparti de Kneser {\displaystyle H_{n,k}} peut être formé comme une double couverture bipartie (en) du graphe de Kneser {\displaystyle KG_{n,k}} en dupliquant chaque sommet et en remplaçant chaque arête par une paire d'arêtes reliant les paires correspondantes de sommets.